# Тубер, Пьер
Пьер Тубер (фр. Pierre Toubert; 29 ноября 1932, Алжир — 5 июня 2025) — французский историк, специалист по итальянской средневековой истории и социально-экономической истории европейского раннего средневековья. Доктор литературы (1972), профессор (1973), почётный профессор Коллеж де Франс (2003), доктор «Honoris causa» Сиенского и Льежского университетов. Член Европейской Академии, почётный член Японской академии наук (2013), член Национального центра научных исследований и Национальной школы хартий.
Оказал заметное влияние на разные области изучения истории средневековья и имеет репутацию международного лидера в своей специализации по медиевистике. Им был выявлен и исследован знаменитый феномен — «озамкование» (incastellamento).
Умер 5 июня 2025 года в возрасте 92 лет.